# Masturbación mutua

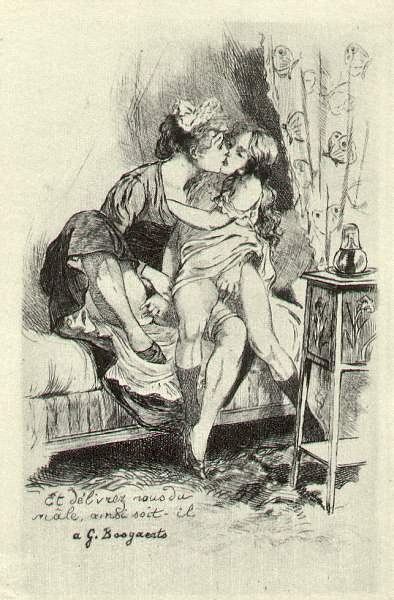
Masturbación mutua en una ilustración de Martin van Maële en La Grande Danse macabre des vifs (1905).

La masturbación mutua es una práctica sexual en la que se estimulan dos o más personas sin que haya penetración (vaginal, anal u oral). Por lo general se usan las manos pero también se pueden usar vibradores, los pies u otros juguetes sexuales.
La masturbación mutua tanto entre personas homosexuales como heterosexuales puede ser práctica habitual, cuando no hay facilidad para llegar al orgasmo, o como forma complementaria a las relaciones con penetración. En el caso de los adolescentes se suele dar porque están apenas explorando su sexualidad o porque no tienen un lugar privado a donde ir. En algunos casos, puede practicarse si uno de los participantes sufre cierta enfermedad, o por estar en las últimas fases del embarazo.
La masturbación mutua es una forma de sexo seguro, porque no hay riesgo de contraer una enfermedad de transmisión sexual cuando no hay contacto con los fluidos corporales (sangre, semen o flujo vaginal) del ajeno.

## Variedades de masturbación mutua

### Masturbarse sin tocarse
Los masturbadores se miran, se escuchan, o comparten una sesión de pornografía; pero no hay contacto físico. Es la forma más frecuente y desarrollada. La nueva industria de cámaras web consiste en mirarse, hablar y masturbar. El sexo telefónico, sea gratuito o de cobro, es otra forma de masturbación mutua.

### Masturbarse y tocarse
En esta variedad los masturbadores se acarician o se tocan mutuamente, sean los pezones, los senos, la piel, o uno de los órganos genitales, para una estimulación recíproca. A menudo es una pareja, aunque nada impide que haya más, y grupos de tales son nada raros en los sauna gay y otros clubes sexuales. La masturbación con las mamas es otra modalidad en la que el pene de un hombre entra en contacto con el pecho de la pareja.

## Masturbación entre hombres
La masturbación mutua se da también entre hombres que no necesariamente se identifican como homosexuales. Ésta es la actividad excluyente en los clubes de masturbación, como el Melbourne Wankers en Australia, "San Francisco Jacks" en Estados Unidos o Circolo delle Seghe en Italia, donde los hombres se reúnen a realizar esta práctica: básicamente como la masturbación individual, pero con la diferencia de que en este caso participan otras personas. Dicha participación puede ir desde dos personas estimulándose individualmente y sin contacto físico, hasta un grupo de gente masturbándose los unos a los otros. También en algunos casos se incluye la práctica de frot.

## Sexo virtual
Actualmente, con la popularidad de las cámaras web, complacerse mientras se observan masturbarse al mismo tiempo vía Internet, es otra forma de masturbación mutua.